# Даєн Доннеллі
Даєн Доннеллі (англ. Diane Donnelly; нар. ?) — колишня американська тенісистка.
Здобула 2 парні титули.

## Фінали ITF

### Парний розряд: 2 (2–0)
| Результат | Ранг | Дата          | Турнір      | Покриття | Партнерка     | Суперниці                    | Рахунок  |
| --------- | ---- | ------------- | ----------- | -------- | ------------- | ---------------------------- | -------- |
| Перемога  | 1.   | 11 січня 1987 | Чикаго, США | Тверде   | Катріна Адамс | Мері-Лу Деніелс Івонн Вермак | 6–4, 6–3 |
| Перемога  | 2.   | 2 серпня 1987 | Чатам, США  | Тверде   | Катріна Адамс | Дженніфер Ф'юкс Робін Лемб   | 7–5, 6–3 |